# Siphon (spéléologie)
Pour les articles homonymes, voir Siphon.
Pour un article plus général, voir Spéléologie.

Deux types de siphons.

En spéléologie, un siphon est un phénomène hydraulique constitué d'un conduit souterrain entièrement noyé.

## Franchissement d'un siphon
Un siphon est un obstacle particulièrement dangereux à franchir en spéléologie, dans la mesure où il ne laisse pas prévoir la présence d'air de l'autre côté ni le temps nécessaire pour le franchir. 
Il exige donc de prendre des précautions spécifiques ; en particulier : emploi de scaphandres autonomes, utilisation de fil d'Ariane, d'éclairages étanches.

## Illustrations

Quelques siphons
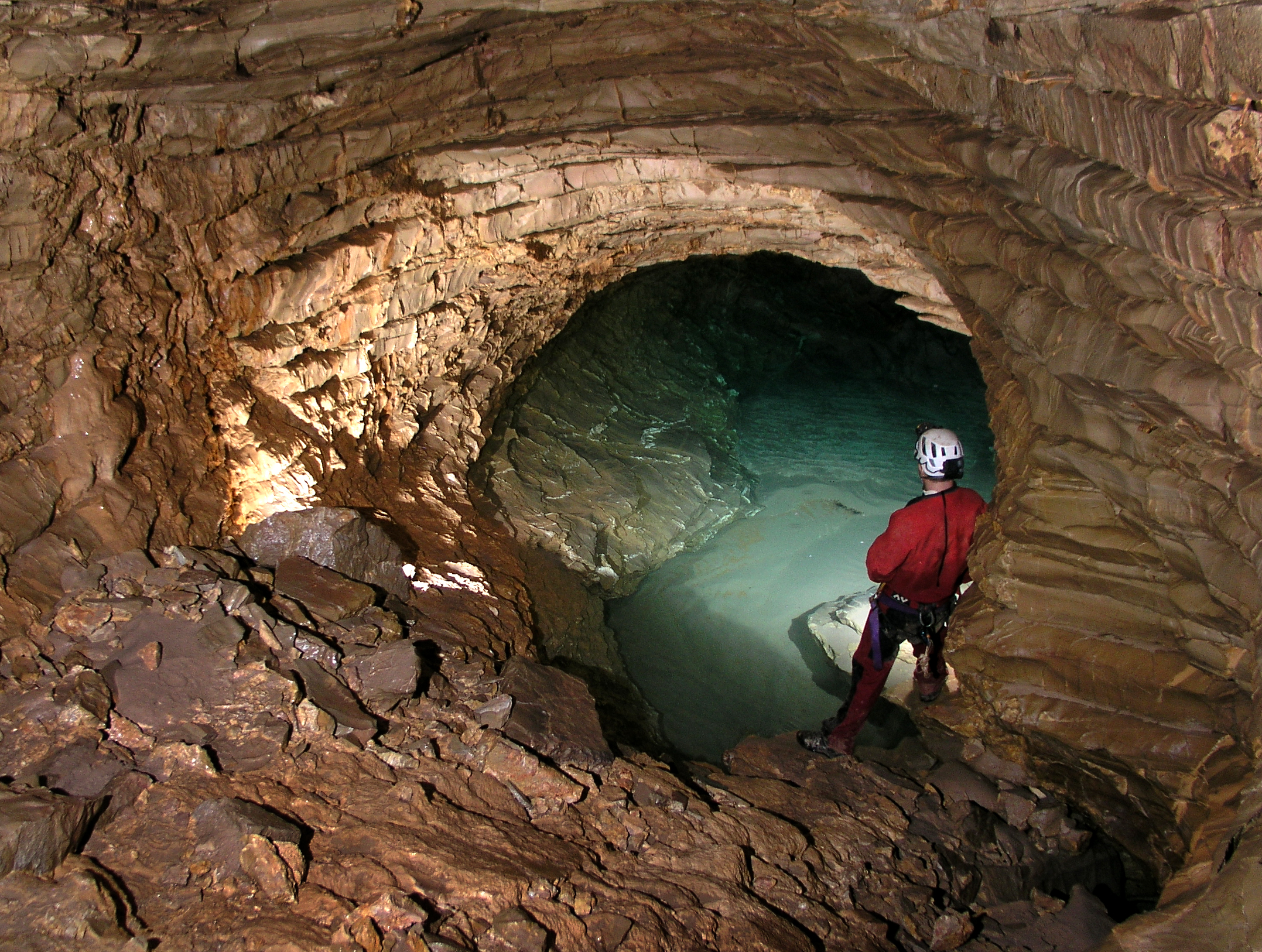
Siphon amont de l'aven de la Combe du Buis, Saint-Guilhem-le-Désert, Hérault, France.
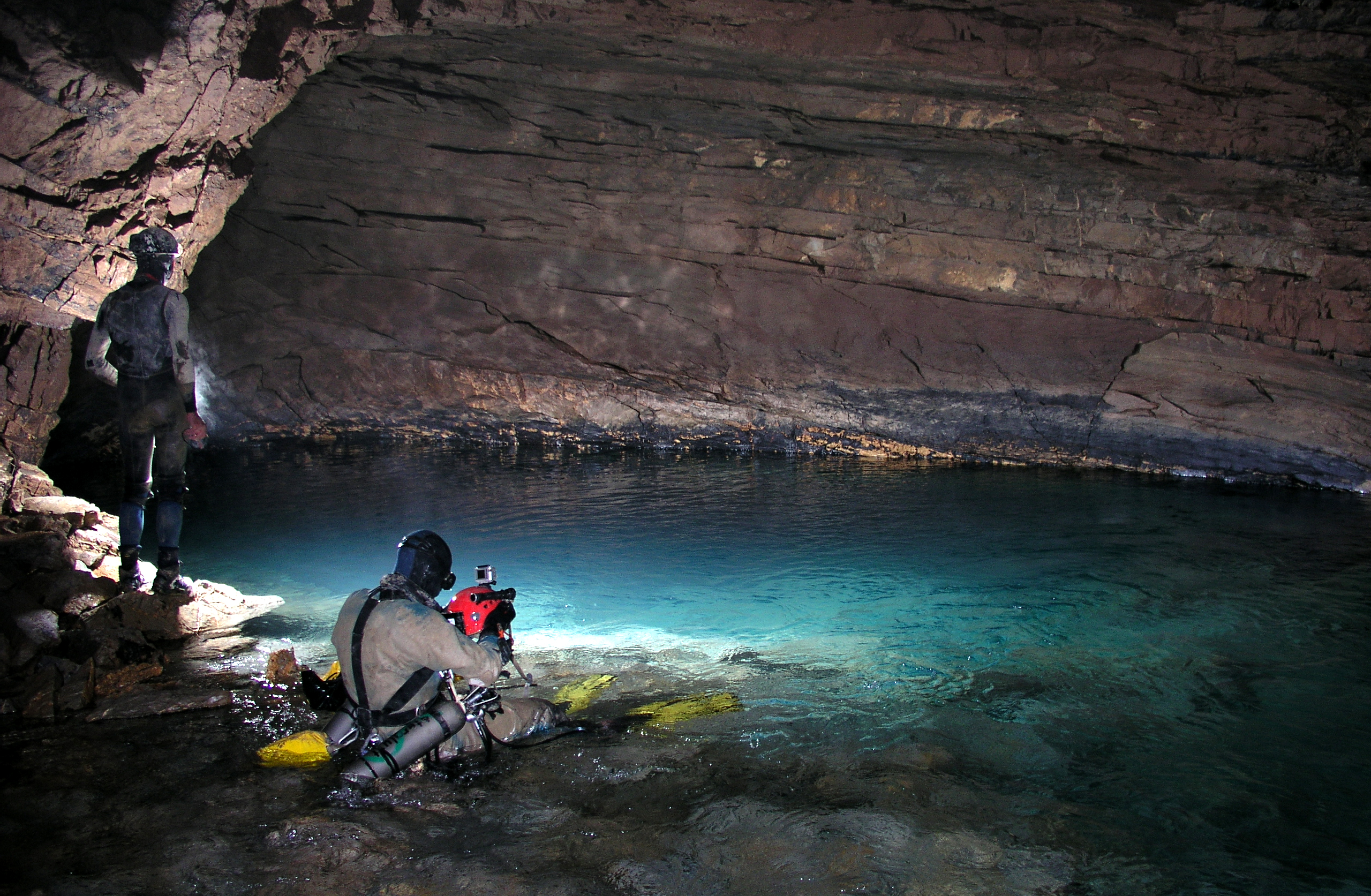
Plongée du siphon aval de la rivière souterraine de la grotte des Chamois, Castellet-lès-Sausses, Alpes-de-Haute-Provence, France.
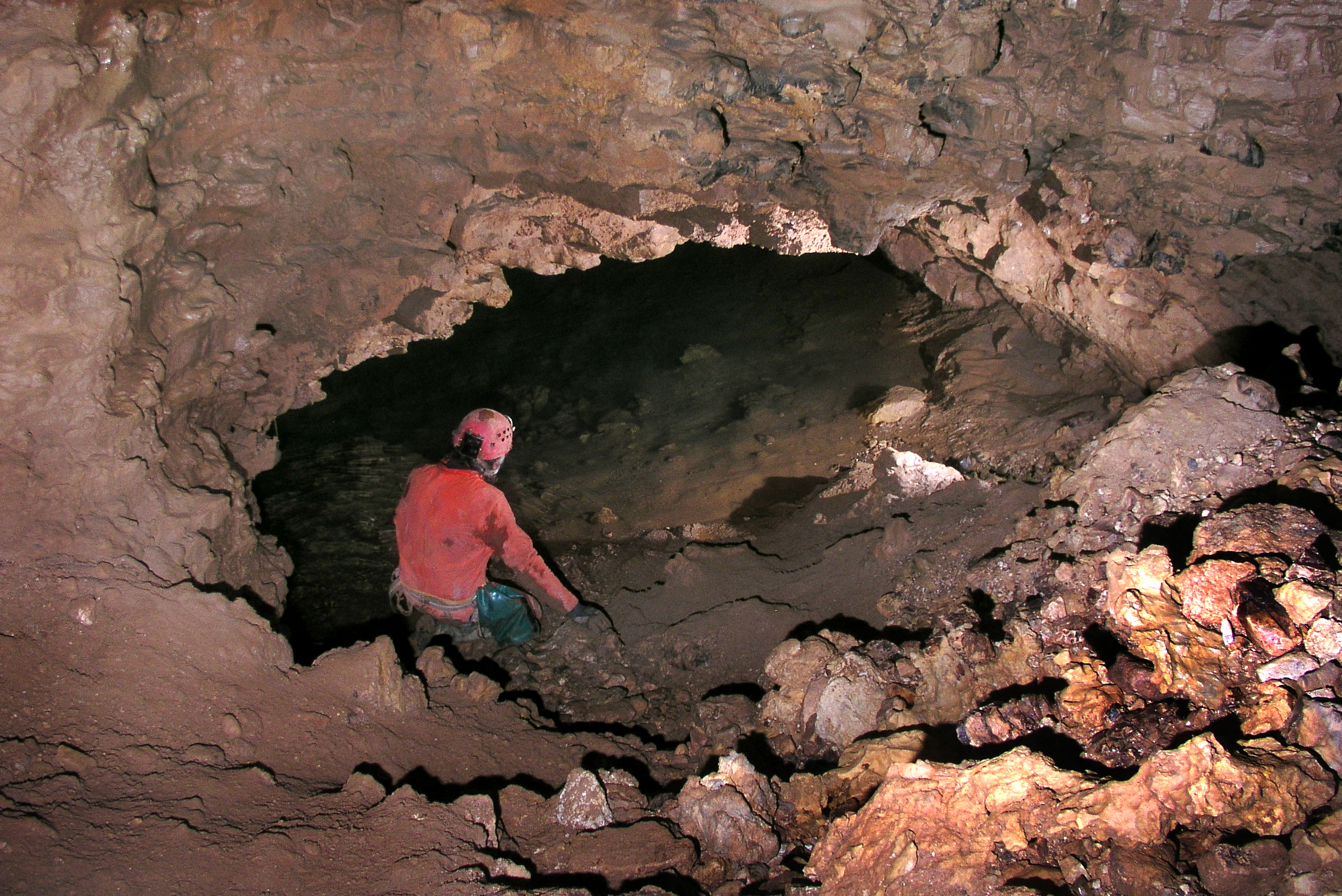
Siphon de la grotte de la Cabane à Saint Paul des Fonts, Saint-Jean-et-Saint-Paul, Aveyron, France.
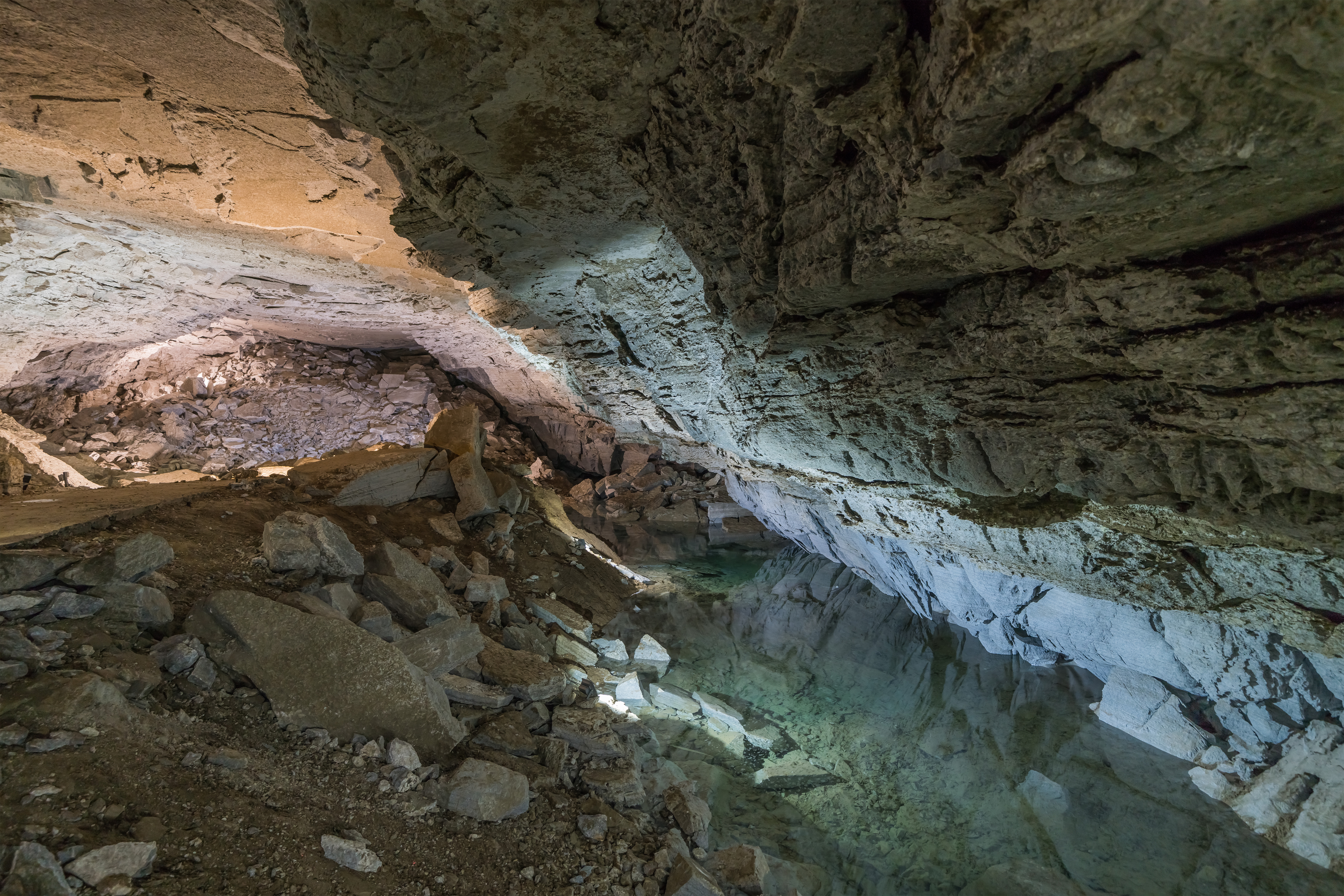
Siphon dans la grotte glacée de Koungour, dans le Kraï de Perm, Oural, Russie.
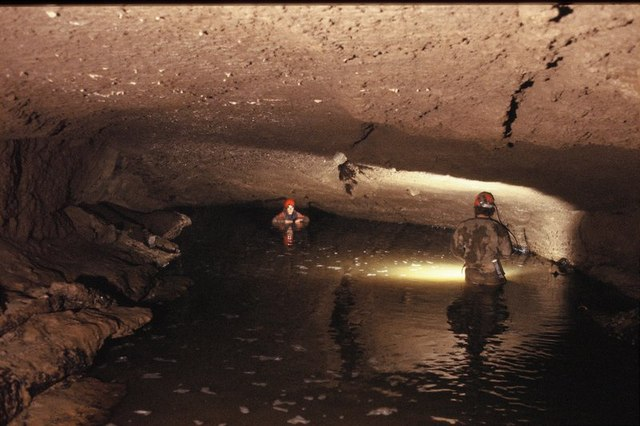
Siphon 4 de la grotte d'Agen Allwedd, Old Incline, Ffawyddog, Powys, Pays de Galles, Royaume-Uni.